# مانوشی چیلار
مانوشی چیلار (به انگلیسی: Manushi Chhillar) (زاده ۱۴ می ۱۹۹۷) بازیگر، مدل و ملکه زیبایی هندی است.
او به نمایندگی از هند در مسابقات دوشیزه دنیا در سال ۲۰۱۷ شرکت کرد و برنده شد.
از فیلم‌ها یا برنامه‌های تلویزیونی که وی در آن نقش داشته‌است می‌توان به (پریتویراج، خانواده بزرگ هندی، عملیات ولنتاین، استاد بزرگ استاد کوچک و تهران) اشاره کرد.